# 1881年のメジャーリーグベースボール
以下は、メジャーリーグベースボール（MLB）における1881年のできごとを記す。
ナショナルリーグはシカゴ・ホワイトストッキングスが2年連続3度目の優勝をした。
1880年のメジャーリーグベースボール - 1881年のメジャーリーグベースボール - 1882年のメジャーリーグベースボール

## できごと
- キャップ・アンソンは、この年に打率.399で初の首位打者となった。実は2年前の1879年が初の首位打者であったが後年の記録見直しで今日では1879年は打率トップとは見なされていない。しかしキャップ・アンソンは1871年から1897年まで現役を続けた19世紀の大スターであった。選手としてはこの後の1880年代が彼の絶頂期で27年間で通算安打3,435本、通算打点2,075は当時の最高記録であり、生涯打率.334(.339とする資料もある)であった。また1979年からホワイトストッキングスの選手兼任監督として活躍し、1886年までの間に5回のリーグ制覇を達成している。1939年に野球博物館が竣工した時に殿堂入りして表彰され、19世紀の選手としてはバック・ユーイングとともに最初の殿堂入りとなった。
- この年からスタンドでアルコール類を売ることが禁止されたので、シンシナティ・レッズが反対してリーグを脱退したので、デトロイト・ウルバリンズが加盟した。
- この年の11月2日にシンシナティでアメリカン・アソシエーションが結成された。6球団が加盟して、フィラデルフィア、シンシナティ、ピッツバーグ、ブルックリン、セントルイス、ルイビルにフランチャイズを置き、翌1882年からリーグ戦を行った。

### 規則の改訂
- 本塁から投球位置までの距離が、それまでの45フィートから50フィートに延長された。

## 最終成績

### ナショナルリーグ
| 1 | シカゴ・ホワイトストッキングス | 56 | 28 | .667 | -    |
| 2 | プロビデンス・グレイズ         | 47 | 37 | .560 | 9.0  |
| 3 | バッファロー・バイソンズ       | 45 | 38 | .542 | 10.5 |
| 4 | デトロイト・ウルバリンズ       | 41 | 43 | .488 | 15.0 |
| 5 | トロイ・トロージャンズ         | 39 | 45 | .464 | 17.0 |
| 6 | ボストン・レッドストッキングス | 38 | 45 | .458 | 17.5 |
| 7 | クリーブランド・ブルース       | 36 | 48 | .429 | 20.0 |
| 8 | ウースター・ルビーレッグス     | 32 | 50 | .390 | 23.0 |

## 個人タイトル

### ナショナルリーグ
| 項目   | 選手                     | 記録 |
| ------ | ------------------------ | ---- |
| 打率   | キャップ・アンソン (CHC) | .399 |
| 本塁打 | ダン・ブローザース (BUF) | 8    |
| 打点   | キャップ・アンソン (CHC) | 82   |
| 得点   | ジョージ・ゴア (CHC)     | 86   |
| 安打   | キャップ・アンソン (CHC) | 137  |

| 項目   | 選手                         | 記録  |
| ------ | ---------------------------- | ----- |
| 勝利   | ジム・ホイットニー (BSN)     | 31    |
| 勝利   | ラリー・コーコラン (CHC)     | 31    |
| 防御率 | スタンプ・ウィードマン (DTN) | 1.80  |
| 奪三振 | ジョージ・ダービー (DTN)     | 212   |
| 投球回 | ジム・ホイットニー (BSN)     | 552.1 |
| セーブ | ボビー・マシューズ (PRO/BSN) | 2     |

## 参考
- ナショナルリーグ順位表